# Martien Vreijsen
Nicolaas Martinus "Martien" Hubertus Johannes Vreijsen (ur. 15 listopada 1955 w Bredzie) – holenderski piłkarz grający na pozycji prawoskrzydłowego.

## Kariera klubowa
Vreijsen rozpoczynał karierę w klubie NAC Breda. W 1972 roku zadebiutował w jego barwach w Eredivisie, 5 listopada w wygranym 2:1 meczu z Excelsiorem Rotterdam. Z czasem grał w większej liczbie meczów i zdobywał coraz więcej bramek, a 9 z nich w sezonie 1974/1975 zrobiło wrażenie na władzach Feyenoordu i latem 1975 Vreijsen przeniósł się do Rotterdamu. W Feyenoordzie zadebiutował 17 sierpnia w wygranym 2:1 wyjazdowym meczu z FC Utrecht. W całym sezonie zdobył aż 18 goli i jedynie Nico Jansen miał więcej na koncie w drużynie Feyenoordu (19 goli). W sezonie 1976/1977 zdobył 7 bramek, a w Feyenoordzie grał jeszcze przez rundę jesienną sezonu 1977/1978, a na wiosnę wrócił do NAC. Oprócz tej rundy w Bredzie spędził jeszcze trzy i pół sezonu, będąc czołowym zawodnikiem drużyny. Zimą 1982 Vreijsen przeszedł do FC Twente, ale podobnie jak w NAC nie osiągnął większych sukcesów. Swój ostatni mecz w karierze rozegrał 11 maja 1986, a Twente pokonało Fortunę Sittard 3:1. Karierę zakończył w wieku 30 lat.
| Sezon   | Klub                | Kraj     | Rozgrywki     | Mecze | Bramki |
| ------- | ------------------- | -------- | ------------- | ----- | ------ |
| 1972/73 | NAC Breda           | Holandia | Eredivisie    | 18    | 1      |
| 1973/74 | NAC Breda           | Holandia | Eredivisie    | 24    | 4      |
| 1974/75 | NAC Breda           | Holandia | Eredivisie    | 33    | 9      |
| 1975/76 | Feyenoord Rotterdam | Holandia | Eredivisie    | 31    | 18     |
| 1976/77 | Feyenoord Rotterdam | Holandia | Eredivisie    | 33    | 7      |
| 1977/78 | Feyenoord Rotterdam | Holandia | Eredivisie    | 10    | 2      |
| 1977/78 | NAC Breda           | Holandia | Eredivisie    | 23    | 6      |
| 1978/79 | NAC Breda           | Holandia | Eredivisie    | 32    | 7      |
| 1979/80 | NAC Breda           | Holandia | Eredivisie    | 32    | 8      |
| 1980/81 | NAC Breda           | Holandia | Eredivisie    | 29    | 12     |
| 1981/82 | NAC Breda           | Holandia | Eredivisie    | 15    | 3      |
| 1981/82 | FC Twente           | Holandia | Eredivisie    | 15    | 6      |
| 1982/83 | FC Twente           | Holandia | Eredivisie    | 31    | 5      |
| 1983/84 | FC Twente           | Holandia | Eerstedivisie | 31    | 7      |
| 1984/85 | FC Twente           | Holandia | Eredivisie    | 34    | 2      |
| 1985/86 | FC Twente           | Holandia | Eredivisie    | 13    | 0      |

## Kariera reprezentacyjna
W 1980 roku Vreijsen został powołany przez Jana Zwartkruisa do reprezentacji na finały Mistrzostw Europy we Włoszech. Tam zagrał jedynie w meczu z Grecją (1:0), który był dla niego debiutem, a zarazem ostatnim meczem w reprezentacji. Z turnieju we Włoszech Holandia odpadła już po fazie grupowej.